# Playa de Pestaña
La Playa de Pestaña, se encuentra en la localidad de Niembru (Asturias, España); también se la conoce como “Playa de Punta”. la anchura de la playa cambia con la marea llegando a contar con 90 metros en pleamar. Se puede considerar una continuación de la Playa de San Antolín, pese a que a esta pequeña cala se acceda a pie (a través de un bello sendero) desde la playa de Torimbia. También se puede acceder desde la playa de San Antolín, atravesando un túnel natural. Se enmarca en las playas de la Costa Verde Asturiana y está considerada paisaje protegido, desde el punto de vista medioambiental (por su vegetación y también por sus características geológicas). Por este motivo está integrada en el Paisaje Protegido de la Costa Oriental de Asturias.

## Descripción
La playa de no presenta ningún tipo de equipamiento y su considerable aislamiento la hace idónea para ser utilizada por nudistas de forma habitual.
La playa se sitúa en un entorno natural de difícil acceso y de cierta peligrosidad de baño por la presencia de corrientes durante todo el año, el fuerte oleaje y lo escarpado de la costa.
Pese a todo es óptima la calidad de sus limpias aguas, pese a no disponer de bandera azul; puede ser un lugar idóneo para la práctica de la pesca submarina o la pesca recreativa.